# Spjót

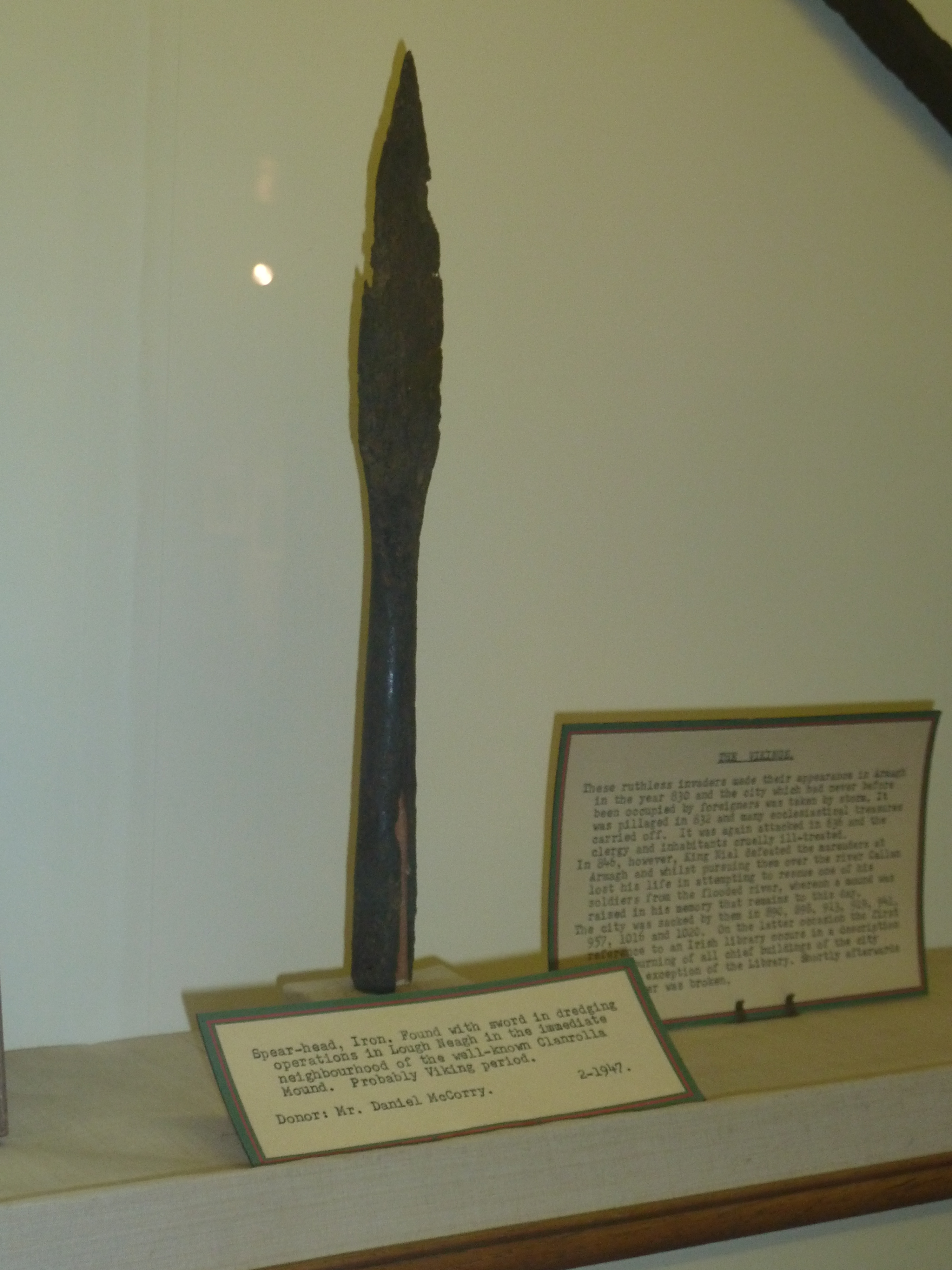
Un spjót de la exposición en el Museo de Armagh.

El spjót (del nórdico antiguo: lanza; IPA: [spjɔut]) si no fue posiblemente el arma de guerra más popular, sí fue bastante común entre los vikingos, posiblemente porque el acero para su fundición era de una calidad inferior a la usada en hachas (öx) y espadas, por lo tanto mucho más asequibles. Eran lanzas con cabezas de metal de cuchilla y un eje hueco, que se montaban en varas de madera de fresno de dos a tres metros de longitud. Las cabezas de metal, según las sagas nórdicas se sujetaban con un pasador que a veces era retirado para que el enemigo no pudiera reutilizarlas adecuadamente.

## Etimología
La palabra procede del proto-germánico *speutan.

## Características
La popularidad del spjót era cultural y religiosa, al ser Gungnir el arma preferida del dios Odín, fue indispensable en el arsenal de los guerreros durante la era vikinga. 
Existían diversos tipos de spjót, pero su uso se puede reducir a dos tipos: lanza arrojadiza y lanza de choque.
Normalmente la lanza arrojadiza estaba menos decorada, mientras que la lanza de choque era más ostentosa, algunas con inscrustaciones de plata. Los arqueólogos creen que tales diferencias obedecían simplemente a que una lanza arrojadiza era más fácil que se perdiese en el campo de batalla.

## Tipos despjót
Krókspjót
El krókspjót o «lanza de puntas». Tenían una especie de topes o alitas en la base de metal, quizás para usar como enganche o freno al empuje. Es una de las armas que usó Grettir Ásmundarson, capaz de atravesar a un hombre de un solo golpe.
Spjótsprika
El spjótsprika o «lanza menor» (en nórdico antiguo, literalmente quiere decir «insignificante»). En la saga de Laxdœla (cap. 64) se menciona que Hráppur Sumarlíðason siempre la llevaba consigo.
Höggspjót
El höggspjót o «lanza mayor». Tenía una hoja más grande que servía como lanza de choque (o empuje), aunque también de corte. Es el arma de Egil Skallagrímson que él llamaba kesja, también de Glúmur Eyjólfsson, y Gísli Þorbjörnsson.
Blað-spjót
El Blað-spjót o «lanza de corte». Como su nombre indica, era un arma de cuchilla afilada, de origen sajón.